# Euchalcia stilpna
Euchalcia stilpna là một loài bướm đêm trong họ Noctuidae.